# 大和高田クラブ
大和高田クラブ（やまとたかだクラブ）は、奈良県大和高田市に本拠地を置き、日本野球連盟に加盟する社会人野球のクラブチームである。全日本クラブ野球選手権で計5回の優勝歴を誇り、都市対抗野球大会や社会人野球日本選手権大会への出場経験を有する西日本を代表するクラブチームである。

## 概要
大和ガスを主として、地域の複数企業と個人による賛助会員の支援で活動している。硬式野球するには狭いが専用のグラウンドを有するなど恵まれたバックアップにも助けられている。
1997年1月、大和ガスの軟式野球部が母体となり、社会人野球のクラブチーム『大和高田クラブ』が発足。大和ガス社員以外からもメンバーを募るためにクラブチームとなった。活動初年度ながら、クラブ選手権に初出場しベスト4入りを果たした。
その後クラブ選手権では、2001年（第26回大会）に初優勝すると、2002年（第27回大会）に2連覇を達成。その後、8年間で出場した5回すべてで決勝まで進んだが、いずれも準優勝に終わっている。2011年（第36回大会）では2連覇後、6度目となる決勝でようやく白星を挙げ、3回目の優勝を遂げた。
社会人野球日本選手権大会では、2007年、近畿地区予選を勝ち抜き、企業チームの参加する全国規模の大会に初出場を果たした。2009年の日本選手権では、2年ぶり2回目の出場を決めると、本大会ではTDK、三菱重工神戸相手に勝利を収め、クラブチーム史上最高となるベスト8入りをし、所属選手3名が大会優秀選手に選ばれ、応援団は元気賞を受賞する躍進を見せた。
都市対抗野球大会では、2010年、近畿地区予選でパナソニックを破り、初の本戦出場を決めた。パナソニックには2003年の都市対抗野球予選で敗れて本戦出場を阻まれており、7年越しのリベンジが果たされた。これにより、都市対抗野球・日本選手権・クラブ選手権の3大大会すべての出場権を獲得したチームとなった。本戦では、バイタルネットを相手に延長タイブレークの試合を制し同大会の奈良県勢初勝利を挙げた。

## 略歴
- 1997年 - 『大和高田クラブ』として創部。クラブ選手権に初出場（4強）。
- 2001年 - クラブ選手権で初優勝。
- 2001年 - クラブ選手権で2回目の優勝。
- 2007年 - 日本選手権に初出場（初戦敗退）。
- 2009年 - 日本選手権に2度目の出場（ベスト8）
- 2010年 - 都市対抗野球に初出場（2回戦敗退）。
- 2011年 - クラブ選手権で3回目の優勝。
- 2018年 - クラブ選手権で4回目の優勝。日本選手権に3度目の出場（2回戦敗退）。
- 2022年 - クラブ選手権で5回目の優勝[4]。日本選手権4度目の出場権を獲得。

## 主要大会の出場歴・最高成績
- 都市対抗野球大会 - 出場1回
- 社会人野球日本選手権大会 - 出場4回、8強1回（2009年）
- 全日本クラブ野球選手権大会 - 出場22回、優勝5回（2001、2002、2011、2018、2022年）、準優勝7回（2000、2004、2005、2006、2008、2010、2017年）
- JABAびわこ杯争奪社会人クラブ野球大会 - 優勝7回（1997、2000、2002、2003、2005、2007、2008年）
- JABA高砂市長杯争奪大会 - 優勝1回（2015年）

## 元プロ野球選手の競技者登録
- 橋本啓（元：広島東洋カープ、ロッテ・ジャイアンツ） - 投手（2004年～2005年）→退部
- 辻田摂（元：中日ドラゴンズ） - 内野手→退部
- 中村良二（元：近鉄バファローズ、阪神タイガース） - コーチ→退部、天理大学監督→天理高監督→大阪学院大学監督
- 佐々木恭介（元：近鉄バファローズ） - 副部長（2015年）→監督（2016年～2023年）→アドバイザー（2024年～）
- 比屋根渉（元：東京ヤクルトスワローズ） - 外野手（2019年）→退部、2020年より琉球ブルーオーシャンズに移籍
- 日高拓海（元：神奈川フューチャードリームス） - 投手（2024年〜）

## 外部サイト
- 大和高田クラブホームページ